# Bvndit
Bvndit (кор. 밴디트, вимовляється як «Бандит», абревіатура Be Ambitious N Do IT, стилізується як BVNDIT) — колишній південнокорейський жіночий гурт під керівництвом MNH Entertainment. Гурт складався з п'яти учасниць: Ійон, Сонхі, Чону, Сімьон і Сингин. Вони дебютували 10 квітня 2019 року з сингл-альбомом Bvndit, Be Ambitious!. 11 листопада 2022 гурт було розформовано.

## Кар'єра

### 2019: дебют зBvndit, Be Ambitious!таBe!
Bvndit стали першим дівчачим гуртом, сформованим MNH Entertainment. Гурт дебютував 10 квітня з синглом «Hocus Pocus», який є головним треком для їхнього дебютного цифрового сингл-альбому Bvndit, Be Ambitious!. Сингл-альбом складається з трьох пісень, дві інші — «Be Ambitious!», яка є вступним треком, і «My Error». Вони офіційно дебютували на сцені 11 квітня 2019 року в музичному шоу M Countdown.
15 травня Bvndit випустили свій другий цифровий сингл «Dramatic».
Bvndit випустили свій перший мініальбом Be! 5 листопада з головним треком «Dumb».

### 2020:Carnival
Гурт випустив цифровий сингл «Cool» 6 лютого 2020 року як першу частину нового музичного проекту MNH Entertainment New.wav. 13 травня гурт випустив свій другий мініальбом Carnival.

### 2021:Girls Planet 999
З серпня по вересень 2021 року Синьон була учасницею шоу на виживання Mnet Girls Planet 999, але вибула у 5 епізоді, посівши 21 місце в групі K.

### 2022:Re-Originalта розформування
Після третьої річниці гурту у квітні 2022 року вони оголосили, що повернуться у травні. 3 травня MNH Entertainment оголосили про перше повернення Bvndit за майже два роки з випуском їхнього третього мініальбому Re-Original, який вийшов 25 травня. 11 листопада компанія MNH оголосила, що Bvndit було розформовано і всі учасниці розірвали свої контракти.

## Учасниці
Адаптовано з їхнього профілю Naver.
| Сценічний псевднім | Сценічний псевднім | Сценічний псевднім | Справжнє ім'я | Справжнє ім'я  | Справжнє ім'я | Дата народження             | Позиція у гурті                                 |
| Українською        | Латиницею          | Хангилем           | Українською   | Латиницею      | Хангилем      | Дата народження             | Позиція у гурті                                 |
| ------------------ | ------------------ | ------------------ | ------------- | -------------- | ------------- | --------------------------- | ----------------------------------------------- |
| Ійон               | Yiyeon             | 이연               | Чон Дасоль    | Jung Da Sol    | 정다솔        | 28 травня 1995 (29 років)   | Лідерка, головна реперка, ведуча вокалістка     |
| Сонхі              | Songhee            | 송희               | Юн Сонхі      | Yoon Song Hee  | 윤송희        | 8 листопада 1998 (26 років) | Ведуча вокалістка                               |
| Чону               | Jungwoo            | 정우               | Ом Чону       | Uhm Jung Woo   | 엄정우        | 2 квітня 1999 (25 років)    | Головна вокалістка                              |
| Сімьон             | Simyeong           | 시명               | Лі Сімьон     | Lee Si Myeong  | 이시명        | 27 травня 1999 (25 років)   | Ведуча танцюристка, вокалістка                  |
| Сингин             | Seungeun           | 승은               | Шім Сингин    | Shim Seung Eun | 심승은        | 27 грудня 2000 (24 роки)    | Головна танцюристка, вокалістка, реперка, макне |

## Дискографія

### Мініальбоми
| Назва       | Деталі альбому                                                                          | Пікові позиції у чартах | Продажі                 |
| Назва       | Деталі альбому                                                                          | KOR                     | Продажі                 |
| ----------- | --------------------------------------------------------------------------------------- | ----------------------- | ----------------------- |
| Be!         | - Реліз: 5 листопада 2019 - Лейбл: MNH Entertainment - Формат: CD, цифрове завантаження | 23                      | - Південна Корея: 3,242 |
| Carnival    | - Реліз: 13 травня 2020 - Лейбл: MNH Entertainment - Формат: CD, цифрове завантаження   | 19                      | - Південна Корея: 4,273 |
| Re-Original | - Реліз: 25 травня 2022 - Лейбл: MNH Entertainment - Формат: CD, цифрове завантаження   | 32                      | Н/Д                     |

### Сингл-альбоми
| Bvndit, Be Ambitious!                                                            | - Реліз: 10 квітня 2019 - Лейбл: MNH Entertainment - Формат: Цифрове завантаження | — | Н/Д |
| «—» релізи, що не потрапили у чарти або не були випущені у відповідних регіонах. |                                                                                   |   |     |

### Сингли
| «Hocus Pocus»                                                                    | 2019 | — | Bvndit, Be Ambitious! |
| «Dramatic»                                                                       | 2019 | — | Be!                   |
| «Dumb»                                                                           | 2019 | — | Be!                   |
| «Cool»                                                                           | 2020 | — | New.wav and Carnival  |
| «Children»                                                                       | 2020 | — | Carnival              |
| «Jungle»                                                                         | 2020 | — | Carnival              |
| «Venom»                                                                          | 2022 | — | Re-Original           |
| «—» релізи, що не потрапили у чарти або не були випущені у відповідних регіонах. |      |   |                       |

## Фільмографія

### Музичні кліпи
| Рік  | Музичне відео                  | Альбом                | Режисер(и)                           | Прим.  |
| ---- | ------------------------------ | --------------------- | ------------------------------------ | ------ |
| 2019 | «Hocus Pocus»                  | Bvndit, Be Ambitious! | VISHOP (Vikings League)              | [ 21 ] |
| 2019 | «Dramatic (Performance Video)» | Be!                   | Невідомий                            | Н/Д    |
| 2019 | «Dumb»                         | Be!                   | Rima Yoon, Dongju Jang (Rigend Film) | [ 22 ] |
| 2020 | «Cool»                         | Carnival              | Keekanz                              | [ 23 ] |
| 2020 | «Children»                     | Carnival              | Keekanz                              | [ 24 ] |
| 2020 | «Jungle»                       | Carnival              | VISHOP (Vikings League)              | [ 25 ] |
| 2022 | «Venom»                        | Re-Original           | Paradox Child                        | [ 26 ] |

## Нагороди та номінації
| Рік  | Нагорода                | Категорія                         | Номінант / робота | Результат | Прим.  |
| ---- | ----------------------- | --------------------------------- | ----------------- | --------- | ------ |
| 2019 | Genie Music Awards      | The Top Artist                    | Bvndit            | Номінація | [ 27 ] |
| 2019 | Genie Music Awards      | The Female New Artist             | Bvndit            | Номінація | [ 27 ] |
| 2019 | Genie Music Awards      | Genie Music Popularity Award      | Bvndit            | Номінація | [ 27 ] |
| 2019 | Genie Music Awards      | Global Popularity Award           | Bvndit            | Номінація | [ 27 ] |
| 2019 | Mnet Asian Music Awards | Artist of the Year                | Bvndit            | Номінація | [ 28 ] |
| 2019 | Mnet Asian Music Awards | Best New Female Artist            | Bvndit            | Номінація | [ 28 ] |
| 2019 | Mnet Asian Music Awards | Worldwide Fans' Choice Top 10     | Bvndit            | Номінація | [ 28 ] |
| 2019 | Mnet Asian Music Awards | 2019 Qoo10 Favorite Female Artist | Bvndit            | Номінація | [ 28 ] |

## Нотатки
1. ↑  Сингл «Venom» не потрапив у чарт Gaon Digital, але дебютував та посів 173 місце у суміжному Download Chart[20].